# San Agustín (Huila)
San Agustín is een gemeente in het Colombiaanse departement Huila. De gemeente telt 29.699 inwoners (2005).
De plaats is bekend vanwege het archeologische park (werelderfgoed) met overblijfselen van de San Agustíncultuur uit de precolumbiaanse beschaving.
- Biblioteca Nacional de España: XX455734
- Library of Congress Control Number: n81039738
- Système universitaire de documentation: 02734391X
- Virtual International Authority File: 132530890

Acevedo · Agrado · Aipe · Algeciras · Altamira · Baraya · Campoalegre · Colombia · Elías · Garzón · Gigante · Guadalupe · Hobo · Iquira · Isnos · La Argentina · La Plata · Nátaga · Neiva · Oporapa · Paicol · Palermo · Palestina · Pital · Pitalito · Rivera · Saladoblanco · San Agustín · Santa María · Suaza · Tarqui · Tello · Teruel · Tesalia · Timaná · Villavieja · Yaguará